# In Your Eyes (Niamh Kavanagh)
In Your Eyes è stato il brano musicale vincitore dell'Eurovision Song Contest 1993, composto da Jimmy Walsh e interpretato da Niamh Kavanagh in rappresentanza dell'Irlanda.

## Tracce
1. In Your Eyes - 3:10
2. In Your Eyes (instrumental) - 3:09